# 槐阳镇
槐阳镇，是中华人民共和国河北省石家庄市元氏县下辖的一个乡镇级行政单位。

## 行政区划
槐阳镇下辖以下地区：
槐阳街社区、昌盛街社区、向阳街社区、嘉慧街社区、北苏村、李村、里仁庄村、铁屯村、东尖中村、西尖中村、南杜村、陈村、王全口村、东原庄村、西原庄村、贾庄村、野场村、来厢村、南尖中村、方中村、西关村、西街村、南关村、南街村、官庄村、郭村、东韩台村、西韩台村、寺庄村、花园村、东关村、中街村和东街村。